# Craig Watson
Craig Robert Watson (* 2. Juni 1971 in Invercargill) ist ein ehemaliger neuseeländischer Triathlet und Olympionike (2000).

## Werdegang
Craig Watson betreibt Triathlon seit 1990. Bei den Olympischen Sommerspielen 2000 in Sydney belegte er den 16. Rang.
Sein Spitzname ist „Wattie“. Er startete fünfmal bei Triathlon-Weltmeisterschaften auf der olympischen Kurzdistanz (1,5 km Schwimmen, 40 km Radfahren und 10 km Laufen) und erreichte seine beste Platzierung mit dem dritten Rang im Jahr 2001.
Nach der ITU-Triathlon-Weltmeisterschaft im Dezember 2003, bei der er den sechsten Rang belegt hatte, beendete Craig Watson seine Karriere als Triathlon-Profi und startet seitdem noch als Amateur bei Ironman-Rennen auf der Langdistanz.
Er lebt mit seiner Frau, der französischen Triathletin Hélène Salomon-Watson (Siegerin des Ironman France 2003), und ihren beiden Töchtern im französischen Pau. Zusammen mit seiner Frau vermarktet er heute das Sportmode-Label „Kiwami“.

## Sportliche Erfolge
| Datum/Jahr    | Rang | Wettbewerb                                       | Austragungsort | Zeit        | Bemerkung                              |
| ------------- | ---- | ------------------------------------------------ | -------------- | ----------- | -------------------------------------- |
| 11. Aug. 2012 |      | Ironman New York                                 | New York City  | 12:23:29    | Ironman US-Championships               |
| 7. Nov. 2009  |      | Ironman Florida                                  | Panama City    | 11:56:55    |                                        |
| 30. Aug. 2009 |      | Ironman Canada                                   | Penticton      | 13:54:38    |                                        |
| 3. Nov. 2007  |      | Ironman Florida                                  | Panama City    | 10:57:06    |                                        |
| 5. Nov. 2005  |      | Ironman Florida                                  | Panama City    | 12:15:21    |                                        |
| 6. Dez. 2003  | 6    | ITU Short Distance Triathlon World Championships | Queenstown     | 01:55:39    | Triathlon-Weltmeisterschaft            |
| 27. Juli 2003 | 2    | ITU Triathlon World Cup                          | Salford        | 01:53:53    | Zweiter hinter dem Briten Andrew Johns |
| 4. Aug. 2002  | 8    | Commonwealth Games 2002                          | Manchester     | 01:53:24    |                                        |
| 22. Juli 2001 | 3    | ITU Short Distance Triathlon World Championships | Edmonton       | 01:48:13    | Triathlon-Weltmeisterschaft            |
| 16. Sep. 2000 | 16   | Olympische Sommerspiele 2000                     | Sydney         | 01:50:01,16 |                                        |
| 30. Apr. 2000 | 27   | ITU Short Distance Triathlon World Championships | Perth          | 01:53:54    |                                        |
| 12. Sep. 1999 | 13   | ITU Short Distance Triathlon World Championships | Montreal       | 01:46:13    |                                        |
| 30. Aug. 1998 | 33   | ITU Short Distance Triathlon World Championships | Lausanne       | 02:00:37    |                                        |

(DNF – Did Not Finish)